# Related Designs
Related Designs — немецкая компания по разработке стратегических игр для PC, была основана в 1995 году Томасом Потткэмпером, Буркхардом Ратейзером и Томасом Стоуном. Известна как разработчик линейки игр Anno (Anno 1701, Anno 1404, Anno 2070).

## История
Компания Related Designs была основана в 1995 году. Первоначально компания занималась разработкой игр среднего уровня и онлайн-игр. Позже была создана стратегическая игра в реальном времени «Америка», выпущенная в 2000 году с большим успехом, тиражом 300 000 копий которые продавались по всему миру. Успеху бренда способствовали игры No Man’s Land (2003 год), Castle Strike (2003 год).
В октябре 2006 года компания выпустила игру «Anno 1701», а в 2007 году — «Anno 1701: The Sunken Dragon». 1 июля 2009 года вышла новая глава для популярной серии игр Anno, для консоли Nintendo «Anno: Create a New World» и также версия для ПК «Anno 1404».

## Разработанные игры
| Дата выхода | Игры                         | Жанр/примечания                                | Платформа |
| ----------- | ---------------------------- | ---------------------------------------------- | --------- |
| 2000        | America                      | Стратегия                                      | PC        |
| 2001        | America AddOn                | Дополнение                                     | PC        |
| 2003        | No Man's Land                | Стратегия                                      | PC        |
| 2003        | Castle Strike                | Стратегия                                      | PC        |
| 2006        | Anno 1701                    | Стратегия                                      | PC        |
| 2007        | Anno 1701: The Sunken Dragon | Дополнение                                     | PC        |
| 2009        | Anno 1404                    | Стратегия                                      | PC        |
| 2010        | Anno 1404: Venice            | Дополнение                                     | PC        |
| 2011        | Anno 2070                    | Стратегия                                      | PC        |
| 2012        | Anno 2070: Deep Ocean        | Дополнение                                     | PC        |
| 2014        | Might & Magic Heroes Online  | Пошаговая стратегическая ролевая игра в онлайн | PC        |
| 2015        | Anno 2205                    | Стратегия                                      | PC        |